# Sideris Tasiadis
Sideris Tasiadis (ur. 7 maja 1990 r. w Augsburgu) – niemiecki kajakarz górski pochodzenia greckiego, srebrny medalista olimpijski z Londynu oraz brązowy z Tokio, czterokrotny wicemistrz świata, dwukrotny mistrz Europy.
Zawody w 2012 roku były jego pierwszymi igrzyskami olimpijskimi. Po medal sięgnął w rywalizacji kanadyjkarzy w jedynce. Czterokrotnie był drużynowym srebrnym medalistą mistrzostw świata (2010, 2011, 2013, 2015).
28 września 2015 roku zmarła jego dziewczyna, Claudia Bär. Przyczyną zgonu było zapalenie płuc po dwóch latach walki z białaczką.

## Igrzyska olimpijskie
Na igrzyskach zadebiutował w 2012 roku w Londynie w slalomie C1 zdobył srebrny medal, tracąc do Francuza Toniego Estangueta 1,03 sekundy. Cztery lata później w Rio de Janeiro w tej samej konkurencji zajął piąte miejsce, dostając dwie sekundy kary, co pozbawiło go walki o medal. Na kolejnych igrzyskach rozgrywanych w Tokio wywalczył brązowy medal w slalomie C1.